# Башкортостан кызы
«Башкортостан кызы» (баш. Башҡортостан ҡыҙы) — советский и российский ежемесячный литературно-художественный журнал для женщин и семьи на башкирском языке.

## История
Журнал «Башкортостан кызы» издается с 1 января 1968 года на основании постановлений Секретариата ЦК КПСС от 22 марта 1967 года и Башкирского областного комитета партии от 18 апреля 1967 года.
Учредителями журнала с 5 ноября 1991 года являются: Государственное Собрание — Курултай РБ, Правительство Республики Башкортостан и ГУП «Редакция журнала "Башкортостан кызы"».
28 июля 1995 года был зарегистрирован Министерством печати и массовой информации Башкортостана.

## Описание журнала
Основными программными целями и задачами журнала «Башкортостан кызы» (в пер. — «Дочь Башкортостана») являются знакомство читателей с общественно-политической, социально-экономической, научной и культурной жизнью республики Башкортостан; а также освещение участия женщин в общественно-политической жизни, проблем морали и воспитания, укрепления семьи, воспитания любви к своему народу, краю.
Постоянно печатаются материалы по проблемам воспитания, образования, здравоохранения, культуры и морали. На страницах журнала уделяется особое внимание художественным произведениям женщин-писателей и поэтесс.
В журнале находит отражение жизнь башкир, проживающих в том числе и за пределами Башкортостана: в Свердловской, Курганской, Оренбургской, Самарской, Саратовской, Тюменской, Челябинской областях, в Республике Татарстан, Пермского края и других субъектах Российской Федерации.
В редакции журнала «Башкортостан кызы» созданы следующие отделы:
- общественной жизни, политики и воспитания;
- литературы, культуры и искусства;
- писем, работ с молодёжью, приложения.

Рубрики:
- Великие женщины;
- Ах, эта женщина;
- Тепло домашнего очага;
- Советы психолога;
- Почитание отца;
- История одной песни;
- Сердечные тайны и др.

## Главные редакторы
- Киньябулатова Катиба Каримовна (1968—1975)
- Рустамова Р. С. (1975—1978)
- Юнусова Гульфия Азнагуловна (1978—1999)
- Ильясова Юмабика Салахетдиновна (с 1999 — по 2013 г.)
- Кутуева Гульназ Миратовна (с 2013 г. по настоящее время)